# Derecho de Chile

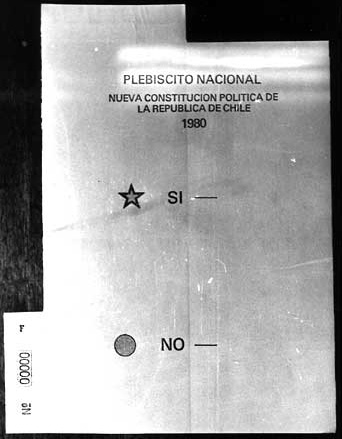
Nueva constitución política de la república de Chile

El sistema jurídico de Chile pertenece a la tradición del derecho continental.
La base para su derecho público es la Constitución de 1980, reformada en 1989 y 2005. Según ella Chile es una «república democrática». Hay una clara separación de funciones entre el presidente de la República, el Congreso, el poder judicial y el Tribunal Constitucional.
- Política de Chile